# Wettinia disticha
Wettinia disticha là loài thực vật có hoa thuộc họ Arecaceae. Loài này được (R.Bernal) R.Bernal miêu tả khoa học đầu tiên năm 1995.